# Wioślarstwo na Letnich Igrzyskach Olimpijskich 1952 – dwójka podwójna
Rywalizacja w dwójkach podwójnych mężczyzn w wioślarstwie na Letnich Igrzyskach Olimpijskich 1952 rozgrywana była między 20 a 23 lipca 1952 na torze regatowym w Meilahti w Helsinkach. Wystartowało 16 osad z 16 krajów.

## Terminarz
| Data          | Godzina |           |
| ------------- | ------- | --------- |
| 20 lipca 1952 | 16:00   | Runda 1   |
| 21 lipca 1952 | 09:00   | Repasaże  |
| 21 lipca 1952 | 16:00   | Półfinały |
| 22 lipca 1952 | 09:00   | Repasaże  |
| 23 lipca 1952 | 18:30   | Finał     |

## Format
W rundzie 1 rozegrano cztery wyścigi, z których dwie pierwsze osady awansowały do półfinału, pozostałe zaś do repasaży. Z dwóch wyścigów repasażowych zwycięzcy każdego wyścigu awansowali do drugiej rundy repasaży, a pozostałe osady odpadały z rywalizacji. Z dwóch wyścigów półfinałowych zwycięzcy awansowali do finału, pozostałe osady awansowały do repasaży (druga runda). Z trzech wyścigów repasażowych tylko zwycięzcy awansowali do finału.

## Wyniki

### Runda 1
Bieg 1
| Miejsce | Narodowość | Zawodnicy                          | Czas   | Kwal |
| ------- | ---------- | ---------------------------------- | ------ | ---- |
| 1.      | Francja    | Jacques Maillet Achille Giovannoni | 7:00,1 | Q    |
| 2.      | Niemcy     | Waldemar Beck Gerhard Füssmann     | 7:04,3 | Q    |
| 3.      | Belgia     | Robert George Jos Van Stichel      | 7:13,2 |      |
| 4.      | Dania      | Ebbe Parsner Aage Larsen           | 7:27,3 |      |

Bieg 2
| Miejsce | Narodowość | Zawodnicy                      | Czas   | Kwal |
| ------- | ---------- | ------------------------------ | ------ | ---- |
| 1.      | ZSRR       | Heorhij Żylin Ihor Jemczuk     | 7:02,5 | Q    |
| 2.      | Urugwaj    | Miguel Seijas Juan Rodríguez   | 7:06,9 | Q    |
| 3.      | Szwajcaria | Peter Stebler Émile Knecht     | 7:09,3 |      |
| 4.      | Finlandia  | Keijo Koivumäki Eero Koivumäki | 7:19,5 |      |

Bieg 3
| Miejsce | Narodowość        | Zawodnicy                           | Czas   | Kwal |
| ------- | ----------------- | ----------------------------------- | ------ | ---- |
| 1.      | Włochy            | Silvio Bergamini Lodovico Sommaruga | 7:01,3 | Q    |
| 2.      | Stany Zjednoczone | Pat Costello Walter Hoover          | 7:01,9 | Q    |
| 3.      | Wielka Brytania   | John MacMillan Peter Brandt         | 7:07,4 |      |
| 4.      | Kanada            | Bob Williams Derek Riley            | 7:19,3 |      |

Bieg 4
| Miejsce | Narodowość     | Zawodnicy                           | Czas   | Kwal |
| ------- | -------------- | ----------------------------------- | ------ | ---- |
| 1.      | Argentyna      | Tranquilo Cappozzo Eduardo Guerrero | 7:04,4 | Q    |
| 2.      | Czechosłowacja | Antonín Malinkovič Jiří Vykouka     | 7:11,6 | Q    |
| 3.      | Australia      | John Rogers Murray Riley            | 7:16,7 |      |
| 4.      | Szwecja        | Tore Johansson Curt Brunnqvist      | 8:31,3 |      |

### Repasaże
Bieg 1
| Miejsce | Narodowość | Zawodnicy                      | Czas   | Kwal |
| ------- | ---------- | ------------------------------ | ------ | ---- |
| 1.      | Belgia     | Robert George Jos Van Stichel  | 7:03,2 | Q    |
| 2.      | Szwajcaria | Peter Stebler Émile Knecht     | 7:05,8 |      |
| 3.      | Szwecja    | Tore Johansson Curt Brunnqvist | 7:11,4 |      |
| 4.      | Kanada     | Bob Williams Derek Riley       | 7:15,5 |      |

Bieg 2
| Miejsce | Narodowość      | Zawodnicy                      | Czas   | Kwal |
| ------- | --------------- | ------------------------------ | ------ | ---- |
| 1.      | Australia       | John Rogers Murray Riley       | 7:03,0 | Q    |
| 2.      | Wielka Brytania | John MacMillan Peter Brandt    | 7:04,4 |      |
| 3.      | Dania           | Ebbe Parsner Aage Larsen       | 7:09,3 |      |
| 4.      | Finlandia       | Keijo Koivumäki Eero Koivumäki | 7:12,0 |      |

### Półfinały
Bieg 1
| Miejsce | Narodowość        | Zawodnicy                          | Czas   | Kwal |
| ------- | ----------------- | ---------------------------------- | ------ | ---- |
| 1.      | Czechosłowacja    | Antonín Malinkovič Jiří Vykouka    | 7:23,5 | Q    |
| 2.      | Stany Zjednoczone | Pat Costello Walter Hoover         | 7:24,3 |      |
| 3.      | ZSRR              | Heorhij Żylin Ihor Jemczuk         | 7:26,5 |      |
| 4.      | Francja           | Jacques Maillet Achille Giovannoni | 7:29,5 |      |

Bieg 2
| Miejsce | Narodowość | Zawodnicy                           | Czas   | Kwal |
| ------- | ---------- | ----------------------------------- | ------ | ---- |
| 1.      | Argentyna  | Tranquilo Cappozzo Eduardo Guerrero | 7:23,1 | Q    |
| 2.      | Niemcy     | Waldemar Beck Gerhard Füssmann      | 7:36,3 |      |
| 3.      | Włochy     | Silvio Bergamini Lodovico Sommaruga | 7:36,7 |      |
| 4.      | Urugwaj    | Miguel Seijas Juan Rodríguez        | 8:04,0 |      |

### Druga runda repasaży
Bieg 1
| Miejsce | Narodowość        | Zawodnicy                    | Czas   | Kwal |
| ------- | ----------------- | ---------------------------- | ------ | ---- |
| 1.      | Urugwaj           | Miguel Seijas Juan Rodríguez | 7:01,7 | Q    |
| 2.      | Stany Zjednoczone | Pat Costello Walter Hoover   | 7:03,6 |      |
| 3.      | Australia         | John Rogers Murray Riley     | 7:13,1 |      |

Bieg 2
| Miejsce | Narodowość | Zawodnicy                          | Czas   | Kwal |
| ------- | ---------- | ---------------------------------- | ------ | ---- |
| 1.      | Francja    | Jacques Maillet Achille Giovannoni | 7:06,3 | Q    |
| 2.      | Niemcy     | Waldemar Beck Gerhard Füssmann     | 7:08,2 |      |
| 3.      | Belgia     | Robert George Jos Van Stichel      | 7:25,8 |      |

Bieg 3
| Miejsce | Narodowość | Zawodnicy                           | Czas   | Kwal |
| ------- | ---------- | ----------------------------------- | ------ | ---- |
| 1.      | ZSRR       | Heorhij Żylin Ihor Jemczuk          | 7:07,5 | Q    |
| 2.      | Włochy     | Silvio Bergamini Lodovico Sommaruga | 7:16,0 |      |

### Finał
| Miejsce | Narodowość     | Zawodnicy                           | Czas   |
| ------- | -------------- | ----------------------------------- | ------ |
| złoto   | Argentyna      | Tranquilo Cappozzo Eduardo Guerrero | 7:32,2 |
| srebro  | ZSRR           | Heorhij Żylin Ihor Jemczuk          | 7:38,3 |
| brąz    | Urugwaj        | Miguel Seijas Juan Rodríguez        | 7:43,7 |
| 4.      | Francja        | Jacques Maillet Achille Giovannoni  | 7:46,8 |
| 5.      | Czechosłowacja | Antonín Malinkovič Jiří Vykouka     | 7:53,8 |